# Aerocaptura
Aerocaptura é uma técnica utilizada para reduzir a velocidade de uma espaçonave, que esteja chegando a um corpo celeste com uma trajetória hiperbólica, a fim de trazê-la a uma órbita com excentricidade menor do que 1 (um).

Os cinco passos da aerocaptura.

## O processo
A técnica de aerocaptura, utiliza a força de arrasto criada pela atmosfera do corpo celeste sendo orbitado para desacelerar a espaçonave. Apenas uma passagem pela atmosfera é requerida por essa técnica, diferentemente da aerofrenagem, que requer várias passagens consecutivas. Porém, essa técnica exige uma proteção térmica significativamente maior e uma precisão muito acurada das manobras de aproximação. Este nível de controle requer muita potência, o que resulta em propulsores para controle de atitude relativamente grandes.

## Na prática
Embora a aerocaptura ainda não tenha sido utilizada em uma missão planetária, as sonda lunares soviéticas Zond 6 e Zond 7 se utilizaram de manobras de aerocaptura durante o retorno à Terra, transformando as suas órbitas hiperbólicas em órbitas elípticas. Nessas missões, já que não houve tentativa de elevar o perigeu após a aerocaptura, a órbita resultante ainda cruzou a atmosfera, e a reentrada ocorreu no perigeu seguinte.
A aerocaptura foi planejada originalmente para a sonda Mars Odyssey, mas acabou sendo alterada para aerofrenagem por razões de custo e compatibilidade com outras missões. A aerocaptura, também foi proposta e analisada como alternativa para chegar à Lua de Saturno, Titan.

## Na ficção
Aerocaptura pode ser vista na ficção no romance de Arthur C. Clarke 2010: Uma Odisseia no Espaço 2, onde duas espaçonaves (uma russa e outra chinesa) utilizam esta técnica na atmosfera de Júpiter para perder seu excesso de velocidade e se posicionar para explorar os satélites de Júpiter. Isso pode ser visto como um efeito especial na versão do filme (criado pela MGM / lançado pela Warner Home Video), na qual apenas a nave russa sofre aerocaptura (no filme chamado incorretamente de aerofrenagem), que é demonstrado através de efeitos especiais.